# Donne sulla spiaggia di Berck
Donne sulla spiaggia di Berck è un'opera del pittore Eugène Boudin eseguita nel 1881.

## Storia
L'opera venne eseguita dal pittore Eugène Boudin nel 1881 per il collezionista impressionista Albert Pontremoli, cugino del noto architetto Emmanuel Pontremoli. In seguito alla morte di Albert Pontremoli avvenuta a Parigi nel 1923, la sua importante collezione privata che comprendeva quadri di Claude Monet, Camille Pisarro, Camille Claudel, Eugène Delacroix venne messa all'asta a Londra e Parigi nel 1924.
Il quadro entrò dunque a far parte della collezione privata Alisa Mellon Bruce Collection. Attualmente è conservato presso il
National Gallery of Art a Washington.

## Descrizione
Il quadro rappresenta un gruppo di donne di bassa estrazione sociale presso la spiaggia della cittadina francese di Berck durante una giornata di sole. I contorni delle donne non sono ben definiti; la rappresentazione in generale appare sfocata. Il pittore ha posto la propria firma in basso a sinistra.